# Боголюбов, Алексей Степанович
Алексей Стефанович Емельянов (псевдоним Архип Петрович Боголюбов), 2 [14] марта 1854, станица Семикаракорская, Область войска Донского — после 1887, хутор Крымский станицы Кочетовской, Область войска Донского) — русский революционер, народник, член организации «Земля и воля».

## Биография
Родился в семье православного священника. Окончил духовную семинарию в Новочеркасске, учился в Харьковском ветеринарном институте.
С 1874 года вёл «революционную пропаганду» на Дону, в 1876 году переехал в Петербург, вступил в общество «Земля и воля». Участник «хождения в народ».
6 декабря 1876 года арестован за участие в политической демонстрации молодёжи на Казанской площади в Петербурге. Судом Особого присутствия Правительствующего сената, проходившим с 18 по 25 января 1877 года, на процессе участников «казанской демонстрации» приговорён к 15 годам каторжных работ.
Летом 1877 года содержался в Доме предварительного заключения. Во время прогулки на дворе не снял шапки перед петербургским градоначальником Фёдором Треповым и за это 25 июля был высечен розгами. Это вызвало беспорядки в тюрьме («боголюбовская история») и послужило поводом к покушению Веры Засулич на жизнь Трепова 5 февраля 1878 года.
Во время каторжных работ в харьковской тюрьме заболел психическим заболеванием и был переведён в Казанскую психиатрическую больницу. 14 января 1887 года отдан на попечение отца, умер на хуторе Крымском станицы Кочетовской на Дону.
Анатолий Кони «достоверно» утверждает, что «через два года [после порки розгами Боголюбов] умер в госпитале центральной тюрьмы в Ново-Белгороде, в состоянии мрачного помешательства».

## Версии «боголюбовской истории»
Анатолий Кони, работавший в то время вице-директором департамента министерства юстиции, вспоминал: 
[Товарищ прокурора Платонов, заведовавший арестантскими помещениями] рассказал и все подробности. Оказалось, что Трепов, приехав часов в десять утра по какому-то поводу в дом предварительного заключения, встретил на дворе гуляющими Боголюбова и арестанта Кадьяна. Они поклонились градоначальнику; Боголюбов объяснялся с ним; но когда, обходя двор вторично, они снова поравнялись с ним, Боголюбов не снял шапки. Чем-то взбешённый ещё до этого, Трепов подскочил к нему и с криком: «Шапку долой!» — сбил её у него с головы. Боголюбов оторопел, но арестанты, почти все политические, смотревшие на Трепова из окон, влезая для этого на клозеты, подняли крик, стали протестовать. Тогда рассвирепевший Трепов приказал высечь Боголюбова и уехал из дома предварительного заключения. Сечение было произведено не тотчас, а по прошествии трёх часов, причём о приготовлениях к нему было оглашено по всему дому. Когда оно свершилось под руководством полицмейстера [Андриана] Дворжицкого, то нервное возбуждение арестантов, и преимущественно женщин, дошло до крайнего предела. Они впадали в истерику, в столбняк, бросались в бессознательном состоянии на окна и т. д. Внутреннее состояние дома предварительного заключения представляло, по словам Платонова, ужасающую картину. Требовалась помощь врача, можно было ожидать покушений на самоубийства и вместе с тем каких-либо коллективных беспорядков со стороны арестантов. Боголюбов, вынесший наказание безмолвно, был немедленно переведён в Литовский замок